# Homem de Piltdown

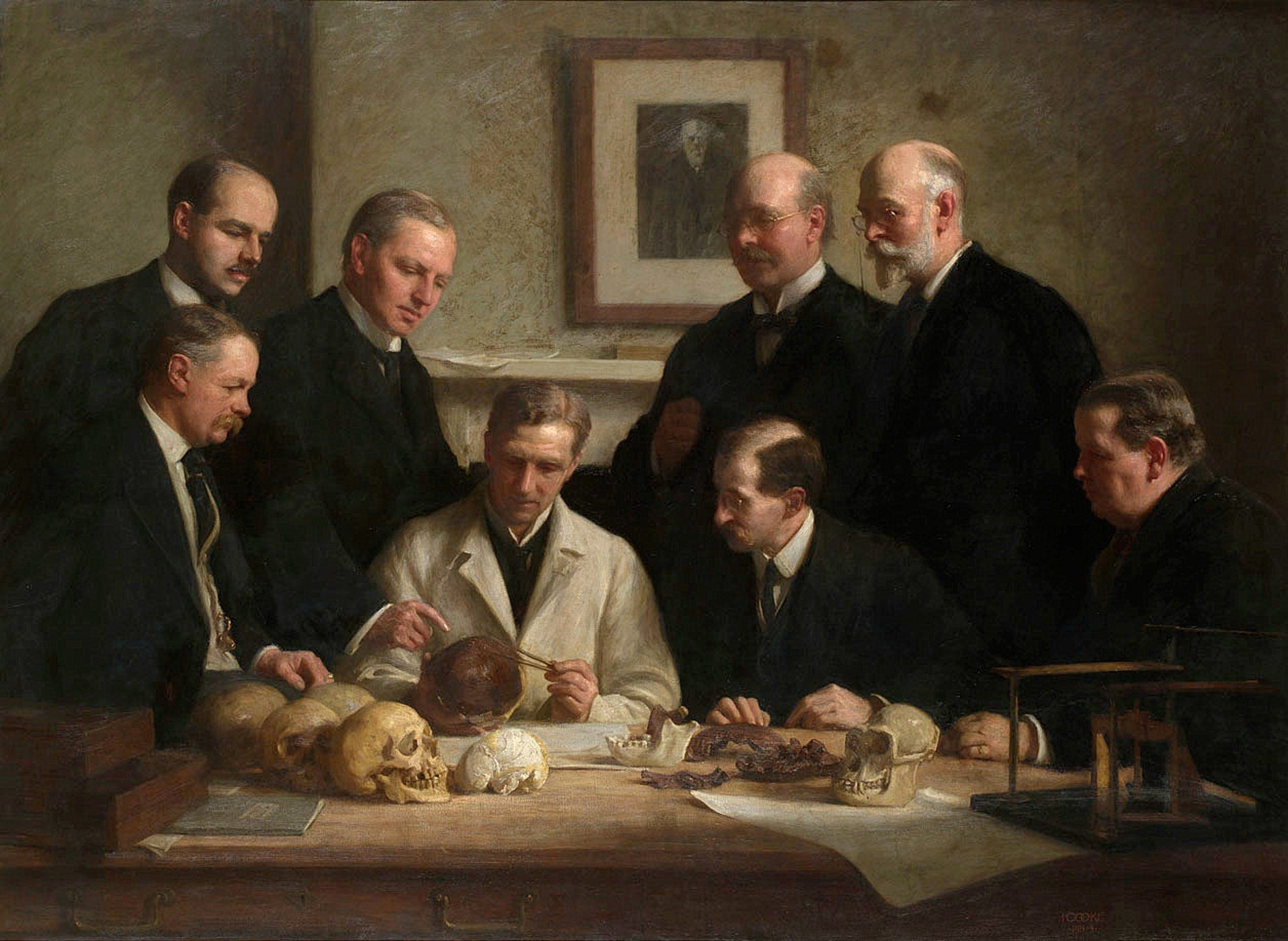
Fileira de trás: (da esquerda para a direita) F. O. Barlow, G. Elliot Smith, Charles Dawson, Arthur Smith Woodward. Fileira da frente: A. S. Underwood, Arthur Keith, W. P. Pycraft e Sir Ray Lankester. Quadro pintado por John Cooke em 1915.

O assim chamado Homem de Piltdown foi uma fraude científica formada por fragmentos de um crânio e de uma mandíbula recuperados nos primeiros anos do século XX de uma mina de cascalho em Piltdown, vila perto de Uckfield, no condado inglês de Sussex. Especialistas da época afirmaram que os fragmentos eram restos fossilizados de uma até ali desconhecida espécie de homem primitivo. O nome latino de Eoanthropus dawsoni foi dado ao espécime em homenagem a Charles Dawson, que em 2016 foi considerado responsável pela fraude.
A significância do espécime permaneceu objeto de controvérsia até que, com o avanço da ciência, foi declarada em 1953 como uma fraude, consistindo da mandíbula inferior de um símio combinada com o crânio de um homem moderno, totalmente desenvolvido. Segundo os relatórios, também foi utilizada uma lima para desgastar os dentes a fim de parecerem mais velhos, bem como os ossos (ou parte destes) foram submetidos a substâncias químicas com o mesmo objetivo. Foi sugerido que a fraude havia sido obra da pessoa tida como sua descobridora, Charles Dawson (1864-1916), sob cujo nome foi batizada. Este ponto de vista tem sido questionado e muitos outros candidatos têm sido propostos como os verdadeiros criadores da contrafação. O homem de Piltdown representava um organismo que não correspondia à realidade.

## Incompatibilidade com a Teoria Evolutiva
Quase desde o início, Piltdown foi fortemente desafiado por alguns pesquisadores. As descobertas de uma série de fósseis de hominídeos antigos e hominídeos próximos ao ser humano, por exemplo, o homem de Java, o homem de Pequim, e outras descobertas ligadas ao Homo erectus ou ao australopithecus colocaram a fraude do Homem de Piltdown sob questionamento: à medida que os anos passavam e achavam-se novos fósseis de hominídeos antigos, Piltdown tornou-se uma "anomalia" que não se encaixava na teoria evolucionista, era uma criatura sem um lugar na árvore genealógica humana. Alguns traços do fóssil tornavam-no incompatível com a teoria evolucionistaː
1. O cientista Arthur Keith atacou a descoberta. Keith apontou que os dentes molares humanos são o resultado de movimentos laterais ao mastigar. O canino do maxilar do fóssil de Piltdown impedia o movimento lateral. Não dava para explicar o desgaste dos dentes molares caso os dentes caninos tivessem sido mais altos do que estes.[5]
2. A fraude do Homem de Piltdown afetou significativamente a pesquisa precoce sobre a evolução humana. Notavelmente, o fóssil colocava os cientistas em um beco sem saída, pois sustentava a crença errônea e rejeitada de que o cérebro humano teria se expandido em tamanho antes do maxilar se adaptar a novos tipos de alimentos.[6]
3. O fóssil tirava a ancestralidade humana da África que era proposta pelo biólogo Charles Darwin com base em homologias com primatas africanos e colocava no continente europeu. Mas as evidências apontavam para a África como berço dos primeiros primatas desprovidos de cauda como o orangotango, o gorila, o homem e o chimpanzé.
4. Outro fato que atormentava os cientistas era que Piltdown se tratava de um espécime híbrido formado com partes de ossos modernos e não com estruturas mais primitivas, como era o proposto pela teoria evolucionista.[4]

## Execução da fraude
Imagens de alta resolução em 3-D mostraram que a mandíbula de orangotango estava rachada longitudinalmente, provavelmente ao ser esticada manualmente a partir de suas duas extremidades. Dawson foi obrigado a alargar os soquetes dos dentes da mandíbula para remover dois dentes molares, que em grandes primatas têm, reveladoramente, raízes curvas. Dawson, em seguida, limou os dentes para que parecessem mais humanóides e os reposicionou em suas órbitas. Uma fina camada de massa de vidraceiro manteve os dentes no lugar.